# Ecbolium boranense
Ecbolium boranense är en akantusväxtart som beskrevs av K. Vollesen. Ecbolium boranense ingår i släktet Ecbolium och familjen akantusväxter. Inga underarter finns listade i Catalogue of Life.